# Kenneth Anderson
Kenneth Anderson (ur. 5 stycznia 1983 w Edynburgu) − szkocki bokser, mistrz igrzysk Wspólnoty Narodów (2006).

## Kariera amatorska
W 2010 zdobył złoty medal igrzysk Wspólnoty Narodów, które rozgrywane były w Melbourne. Na igrzyskach rywalizację rozpoczął od pokonania przed czasem reprezentanta Papui i Nowej Gwinei Vincenta Korę. W 1/8 finału pokonał reprezentanta Irlandii Północnej Ciarana Crossana. W ćwierćfinale pokonał na punkty (17:12) Anglika Tony'ego Jeffriesa. W walce o finał zmierzył się z reprezentantem Australii Benjaminem McEachranem. Anderson wygrał przed czasem w drugiej rundzie, a w finałowej walce pokonał Adurę Olalehina, zostając mistrzem w kategorii półciężkiej.

### Mniej znaczące osiągnięcia
2005Złoty medal igrzysk Arafura (kategoria półciężka)
20061. miejsce Puchar Norwegii (kategoria półciężka).